# Чорний (доплив Велесниці)
Чорний — потік в Україні, у Надвірнянському районі Івано-Франківської області. Лівий доплив Велесниці, (басейн Дністра).

## Опис
Довжина потоку приблизно 6,44 км, найкоротша відстань між витоком і гирлом — 5,14nbsp;км, коефіцієнт звивистості потоку — 1,25. Формується багатьма безіменними струмками.

## Розташування
Бере початок на північно-західній стороні від села Верхній Майдан. Тече переважно на північний схід через Лісну Велесницю і в селі Парище впадає у річку Велесницю, праву притоку Ворони.